# Kamp Schaarshoek
Kamp Schaarshoek is een plek nabij Heino. Schaarshoek werd in opdracht van de werkverschaffing in 1933 gebouwd, als werkgelegenheidsproject in de crisistijd. Het kamp lag nabij de spoorlijn Enschede-Zwolle. 

## Werkkamp
In 1939 ging het kamp over naar de Rijksdienst voor de Werkverruiming. Onder toezicht van die dienst werd kamp Schaarshoek in februari 1942 een werkkamp voor Joden. De rol van joodswerkkamp was slechts kort van duur. In oktober 1942 (Jom Kipoer) werd het kamp opgeheven en werden de Joden naar Westerbork overgebracht.

## Evacuatiekamp
Na 1942 werd het kamp gebruikt om evacuees uit Den Haag en Scheveningen waarvan de woningen in verband met de aanleg van de Atlantikwall werden gesloopt onderdak te bieden.

## Na de oorlog
Na de bevrijding had het kamp vele functies. Zo was Schaarshoek na de Tweede Wereldoorlog een van de rijksevacuatiekampen voor oorlogsslachtoffers. Toewijzing vond plaats door het Bureau Afvoer Burgerbevolking. Selectie vond plaats op grond van "onmaatschappelijkheid", en het doel was heropvoeding. Ook verbleven in het kamp in de jaren vijftig repatrianten uit het voormalige Nederlands-Indië. In 1961 werden er vluchtelingen uit Oost-Duitsland gehuisvest tijdens de bouw van de Berlijnse Muur.
In de jaren zestig is het kamp geleidelijk steeds meer ingericht als een jongerenkamp. Anno 2015 staat Schaarshoek bekend als vakantiekamp. De oorspronkelijke bebouwing is grotendeels verdwenen, maar de kantine staat er nog. Ook is de V-vorm van het voormalige werkkamp nog herkenbaar.